# Tillandsia leiboldiana
Tillandsia leiboldiana là một loài thuộc chi Tillandsia. Đây là loài bản địa của Costa Rica và México.

## Hình ảnh

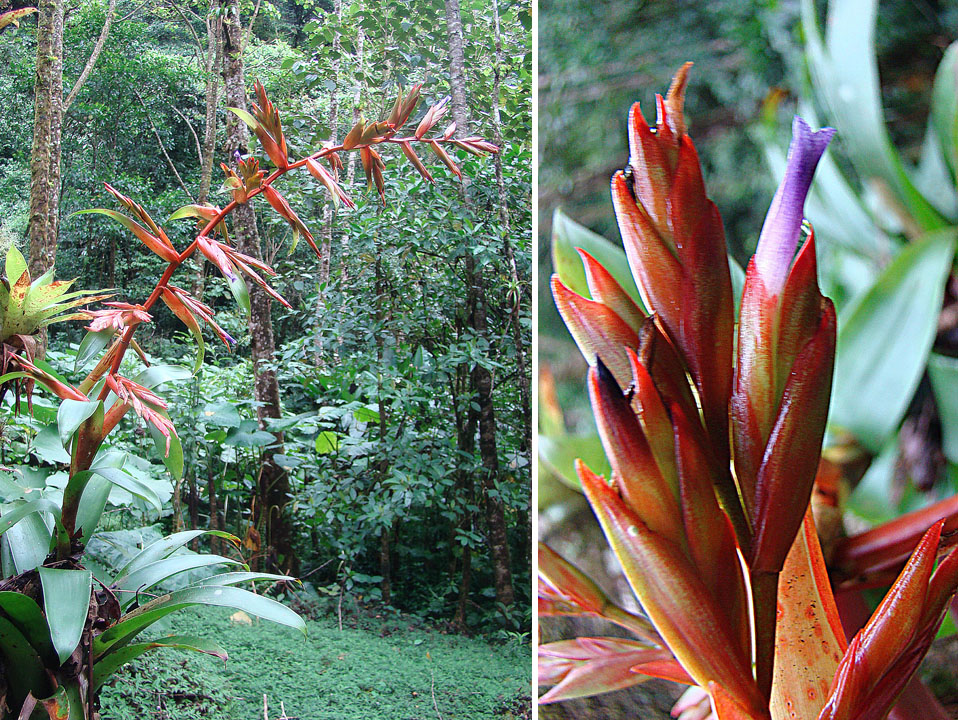

## Giống
- Tillandsia 'Chevalieri'